# Yakub
Yakub, de acordo com a doutrina do grupo Nation of Islam, foi um intelectual que criou uma raça supostamente de demônios, a raça branca, através de um programa de disgenia utilizando negros.

## Biografia
Yakub nasceu há 8.400 anos atrás, e ficou órfão de pai muito cedo, sendo criado pelo tio. Aos seis anos, descobriu as leis do magnetismo, que os opostos se atraem e os semelhantes se repelem. Neste momento, ele declarou ao seu tio que iria criar um novo homem. Aos doze anos, após absorver todo o conhecimento das Universidades da Terra Santa, Yakub reuniu um grupo de negros insatisfeitos e converteu-os à sua doutrina.
Após pregar para os insatisfeitos do Povo Sagrado por muito tempo, Yakub foi preso, mas continuou ensinando na prisão. O Sultão, então, interrogou Yakub, e, sabendo dos seus planos, resolveu enviá-lo, por vinte anos, para longe da Terra Santa.
O local escolhido foi a ilha de Patmos, e ele levou sua equipe: médico, sacerdote, enfermeira e cremador. O médico tinha a função de realizar exames de sangue e autorizar os casamentos, os casais quem se opunham a isso tinham a cabeça cortada por Yakub. A função do sacerdote era doutrinar as pessoas. A função da enfermeira era abortar a crianças negras, enfiando um instrumento na cabeça dos fetos negros, que depois seriam enviados ao cremador. Segundo o jornal The Final Call, este programa de disgenia começou há 6.600 anos atrás, e utilizava o processo genético chamado de enxertia (grafting, em inglês).

## Criação do homem branco
Após 600 anos deste programa, os cientistas conseguiram criar a primeira criatura de pele clara, mais parecida com um albino. A criação do homem branco, de pele pálida, olhos azuis e cabelos louros, ocorreu há 6.000 anos atrás.
Antes de morrer, Yakub fez um mapa, mostrando ao seu povo o caminho da Terra Santa. Eles invadiram a Terra Santa em balsas, mas foram recebidos com pedras. Os sultões e imãs, porém, se reuniram com o povo de Yakub e disseram que eles poderiam ficar na Terra Santa se não provocassem nenhuma confusão. Mas, seis meses depois, eles já estavam causando tumultos. Com isso, eles foram expulsos da Terra Santa, se estabelecendo na Europa.

## Civilização europeia
O povo de Yakub, na Europa, passou a viver de forma primitiva, morando em cavernas.[carece de fontes?]

## Evidências científicas
Segundo Dr. Hans Eiberg, um cientista da University of Copenhagen, os humanos de olhos azuis surgiram através de uma mutação ocorrida no gen humano OCA2, entre dez e seis mil anos atrás.
Segundo reportagem de 2006 do jornal New York Times, houve uma drástica alteração na estrutura genética entre cinco e quinze mil anos atrás. Este genes, que afetaram cor da pele, textura do cabelo e estrutura óssea, seriam a origem das diferenças entre as atuais raças humanas.